# Jiribam
Jiribam is een nagar panchayat (plaats) in het district Jiribam van de Indiase staat Manipur. Tot 2016 behoorde de plaats tot het district Imphal-Oost. Jiribam ligt in het uiterste westen van Manipur, tegen de grens met Assam.

## Demografie
Volgens de Indiase volkstelling van 2001 wonen er 6.426 mensen in Jiribam, waarvan 49% mannelijk en 51% vrouwelijk is. De plaats heeft een alfabetiseringsgraad van 73%. 